# Spokane Clippers
Die Spokane Clippers waren ein US-amerikanisches Eishockeyfranchise der Pacific Coast Hockey League aus Spokane, Washington.  

## Geschichte
Das Franchise wurde 1936 als Oakland Clippers in Oakland, Kalifornien, gegründet. Dort schlossen sie sich der Pacific Coast Hockey League an, die nach fünfjähriger Auszeit wieder den Spielbetrieb aufgenommen hatte. Bereits am 8. Februar 1937 wurde die Mannschaft nach Spokane, Washington, umgesiedelt und änderten ihren Namen in Spokane Clippers. In Spokane blieb die Mannschaft weitere zwei Jahre, ehe sie 1939 aufgelöst wurde.

## Bekannte Spieler
- Jack Arbour